# Advanzia Bank
Advanzia Bank est une banque numérique européenne dont le siège est situé à Munsbach au Luxembourg. L’entreprise est domiciliée au Luxembourg depuis sa création en 2005 et soumise aux autorités de surveillance bancaire luxembourgeoises. Advanzia Bank offre aux particuliers des cartes de crédit sans frais et des comptes d’épargne, ainsi que des cartes de crédit et des solutions de cartes de crédit aux clients professionnels et à d’autres établissements financiers. L’entreprise compte parmi les plus grands acteurs du marché dans ce secteur,.

## Histoire

### Création et croissance
La création d’Advanzia Bank remonte à une initiative d’anciens membres de la direction de la banque norvégienne Bankia. La nouvelle entreprise a obtenu sa licence bancaire auprès du Ministère des Finances Luxembourgeois fin 2005 et commencé ses activités opérationnelles en 2006. Cette même année, Advanzia Bank est entrée sur le marché allemand,. Ceci a été considéré comme un exemple de la concurrence croissante entre les établissements de crédit nationaux et étrangers.
Dès le départ, Advanzia Bank a opéré en tant que banque directe sans filiales, en se concentrant sur deux produits : une carte de crédit sans frais et un compte d’épargne pour les placements,,. Les deux offres ont suscité un grand écho médiatique. La banque a surmonté la crise financière mondiale de 2007 sans problèmes notables. Advanzia Bank a réalisé des bénéfices pour la première fois au cours de l'exercice 2009.

### Internationalisation
Dans les années 2010, Advanzia Bank a intensifié l’internationalisation de ses activités sur la base de la directive européenne relative à la commercialisation à distance de services financiers, c’est-à-dire sans succursales dans les marchés cibles. Elle a commencé à opérer en France en 2012, en Autriche en 2015, en Espagne en 2019 et en Italie en 2021. En 2018/19, Advanzia Bank a repris les solutions de cartes de crédit de la banque suédoise Catella.
Si l’on en juge par le nombre de cartes de crédit émises et les actifs gérés, l’activité principale se situe à ce jour principalement dans la région germanophone.

### Développements plus récents
Depuis 2020, la carte de crédit sans frais d’Advanzia Bank prend en charge le paiement mobile, entre autres via Google Pay. Dans le même temps, la banque n’émet plus uniquement des cartes de crédit de Mastercard, mais possède également une licence de son concurrent Visa.

## Structure de l’entreprise

### Forme juridique, objet
Advanzia Bank est une Société Anonyme (S.A.) de droit luxembourgeois. Son objet social s’étend à l’exercice d’activités bancaires, notamment l’émission de cartes de crédit, l’octroi de prêts aux titulaires de cartes de crédit ainsi que la réception d’apports en espèces.

### Réglementation
L’entreprise est soumise au contrôle de la Commission de surveillance du secteur financier (CSSF, Luxembourg). Advanzia Bank est membre du Fonds de garantie des dépôts Luxembourg (FDGL), qui garantit les placements de particuliers jusqu’à 100 000 euros.

### Actionnaires
Advanzia Bank est détenue par des investisseurs privés. Le groupe norvégien Kistefos détient depuis 2006 environ 60 % des actions, soit la majorité. Il consolide la société dans son bilan. Bengt Arve Rem, président directeur général du groupe Kistefos, est président du conseil d’administration d’Advanzia Bank.

### Direction
Le comité de direction exécutif d’Advanzia Bank se compose de Nishant Fafalia (Chief Executive Officer), Kaj Larsen (General Counsel) et de Patrick Thilges (Chief Financial Officer).

## Produits
Le modèle commercial d’Advanzia Bank se base sur l’émission de cartes de crédit dont le financement est à son tour majoritairement fondé sur les dépôts des comptes d’épargne.

### Opérations de paiement
Advanzia Bank propose à ses clients particuliers une carte de crédit sans frais annuels en coopération avec Mastercard. De plus, il n’est facturé aucuns frais pour les retraits d’argent liquide, ni frais supplémentaires pour l’utilisation à l’étranger. Les achats avec la carte de crédit bénéficient d’un délai de paiement sans intérêts, ce qui équivaut à un crédit renouvelable.
Advanzia Bank opère également en tant qu’émetteur de cartes de crédit d’autres entreprises. Celles-ci utilisent les cartes de crédit sous leur marque pour fidéliser leurs clients. Par ailleurs, Advanzia Bank fait office de prestataire de service externe pour les cartes de crédit d’autres institutions financières.
Actuellement, environ 2,1 millions de personnes possèdent une carte de crédit d’Advanzia Bank, et l'encours brut atteint 2.205 millions d‘euros.

### Placements
Advanzia Bank propose des comptes d’épargne pour particuliers sans frais. Depuis des années, cette offre se caractérise par des taux d’intérêt supérieurs à la moyenne, qui ne sont pas plafonnés à un certain montant. Les intérêts sont crédités mensuellement.

## Critique
Advanzia Bank est critiquée pour les taux d’intérêt excessifs de sa carte de crédit annoncée comme gratuite. Ces taux d’intérêt sont facturés pour des prélèvements effectués en dehors du délai de crédit gratuit,. Le crédit partiel lui-même est toutefois facultatif. Les associations de défense des consommateurs mettent généralement en garde contre la « carte de crédit renouvelable sur le modèle américain », car elle peut constituer un moyen de tomber dans le piège de surendettement.
Les associations de défense des consommateurs allemandes critiquent les méthodes commerciales de l’entreprise. Il est arrivé que des clients reçoivent des cartes de crédit qu’ils n’avaient pas commandées. Advanzia Bank précise qu’il s’agissait de cas d’usurpation d’identité.